# 미생물자원센터
미생물자원센터(KCTC, Korean Collection for Type Cultures)는 한국생명공학연구원의 부설기관이다. 전세계의 미생물, 세포 등의 샘플을 냉동보관한다.
한국에서 최대의 생물자원을 보유하고 있는 KCTC는 1985년 유전자 은행으로 출범했으며, 2009년 현재 균주만 1만 7000여 주 정도를 보유(KCTC 번호를 부여받은 균주)하고 있으며, 연구용으로는 3만 여주 등 클론을 포함해 15만 여주를 관리하고 있다. 그러나 15만개의 샘플을 고작 15명의 연구원이 관리하고 있어, 인력, 예산이 매우 부족하다.
OECD는 회원국들이 BRC(Biological Resource Centre, 생물자원센터)을 설립할 것을 권고하고 있다.
한국에서 미생물 기탁이 가능한 기관은 한국생명공학연구원 생물자원센터(KCTC), 한국미생물보존센터(KCCM), 국립농업과학원 농업유전자원센터(KACC), 서울대학교 의과대학 암연구소내 한국세포주 연구재단(KCLRF)의 4곳이다. 1981년부터 운영된 특허청의 특허미생물기탁제도를 통해 지금까지 9천여 점의 특허 미생물이 4곳에 기탁되었다.

## 실험실
전세계 모든 미생물을 액체질소에 냉동보관하고 있는 미국의 CDC는 100년 역사를 자랑하지만, 한국의 KCTC는 1985년부터 29년의 짧은 역사를 갖고 있다. 미국의 CDC가 BL4 실험실이 있는데 비해, KCTC는 그러한 첨단 실험실이 없다. 따라서, WHO 위험 등급 4등급까지 보관하는 미국 CDC와는 달리, 독일생물자원센터(DSMZ)처럼 1등급과 2등급만을 보관한다. WHO 위험 등급은 독일생물자원센터 참조. 즉, 미국 CDC엔 에볼라균을 액체질소에 냉동보관하여 연구, 실험하지만, 한국은 에볼라균을 냉동보관 연구할 시설도 예산도 인력도 없다.

## 같이 보기
- 독일생물자원센터(Deutsche Sammlung von Mikroorganismen und Zellkulturen GmbH, DSMZ)